# Cmentarz wojenny nr 179 – Woźniczna-Kłokowa
Cmentarz wojenny nr 179 – Woźniczna-Kłokowa – zabytkowy cmentarz z okresu I wojny światowej znajdujący się w Woźnicznej w gminie Pleśna, w województwie małopolskim. Spoczywa na nim łącznie 20 poległych żołnierzy rosyjskich i austro-węgierskich. 
Jest jednym z 400 zachodniogalicyjskich cmentarzy wojennych zbudowanych przez Oddział Grobów Wojennych C. i K. Komendantury Wojskowej w Krakowie. W VI okręgu tarnowskim cmentarzy tych jest 62.

## Położenie
Cmentarz znajduje się w Woźnicznej; przy drodze biegnącej wzdłuż linii kolejowej nr 96, między stacjami Łowczówek Pleśna i Kłokowa. Usytuowany jest u podnóża stoku na skraju lasu. Z drogi jest niewidoczny, gdyż przysłaniają go zarośla, widoczny jest natomiast z linii kolejowej. Przy drodze brak jakiejkolwiek informacji o cmentarzu.

## Opis cmentarza

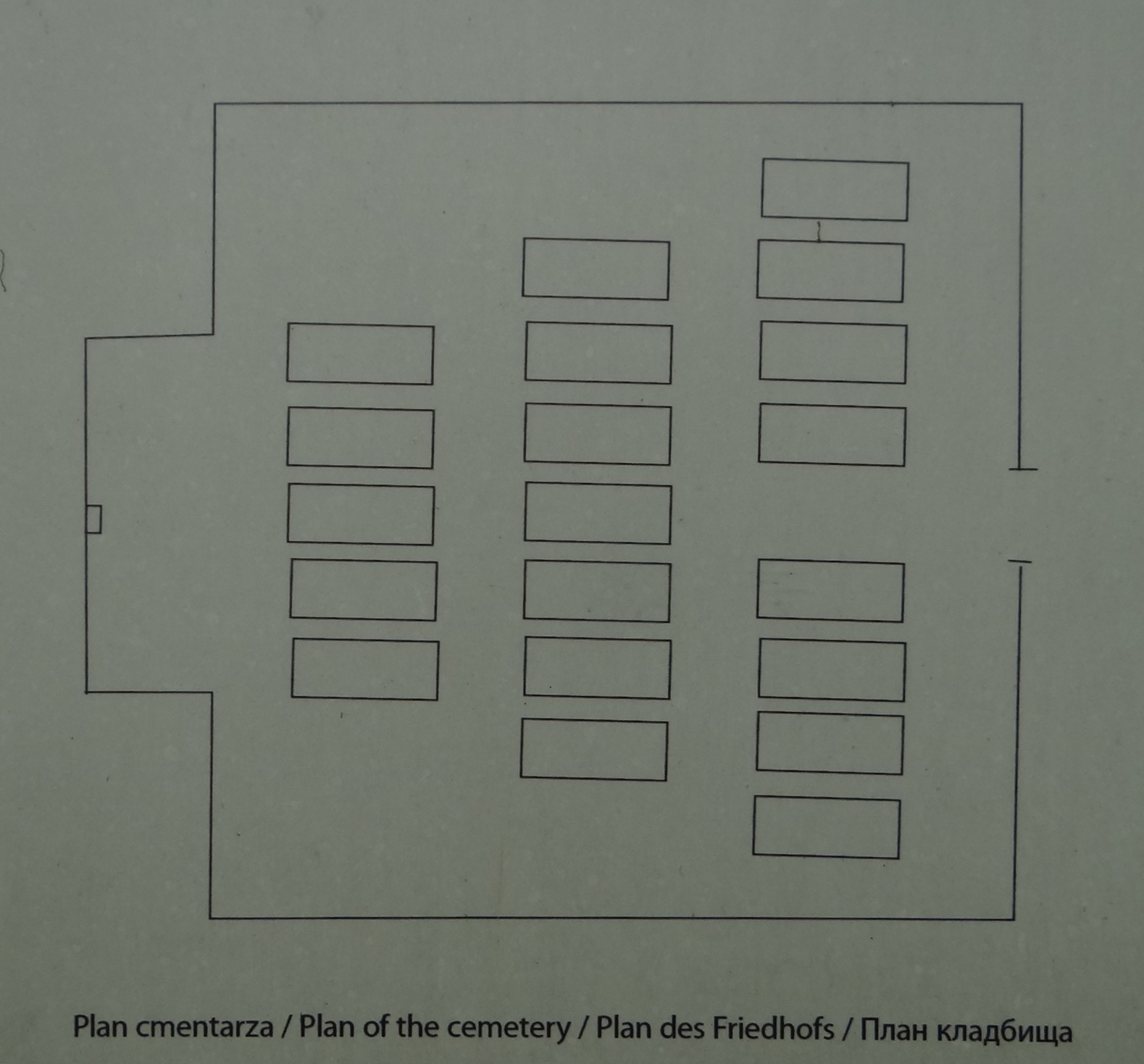
Plan cmentarza

Niewielki cmentarz zaprojektowany przez Heinricha Scholza zbudowano na planie prostokąta, z niewielkim występem w formie ryzalitu od strony zbocza. Otoczony jest pełnym kamiennym murem nakrytym betonowym parapetem. Wejście na cmentarz prowadzi przez kutą dwuskrzydłową furtkę oflankowaną dwoma słupkami. 
Pomnikiem jest ścianka wyodrębniona z płaszczyzny tylnego ogrodzenia za pomocą dwóch słupów, wymurowanych z kamiennych bloków. Na środku wnęki między tymi słupami wznosi się wysoki drewniany krzyż łaciński. Po jego obu stronach zamontowano tablice z datami 1914 i 1915 zapisanymi cyframi rzymskimi. 
Mogiły poległych żołnierzy rozmieszczono w trzech rzędach. Nagrobki to betonowe stele. Nagrobki żołnierzy rosyjskich wieńczy żeliwny dwuramienny krzyż, na stelach zamontowano białe blaszane tabliczki z napisem „1 RUSS. KRIEGER". Trzy mogiły żołnierzy austro-węgierskich znajdują się w centrum środkowego rzędu, odróżniają się od rosyjskich wyższym, jednoramiennym krzyżem z imienną inskrypcją.
Cmentarz został wyremontowany i w 2017 r. jest w bardzo dobrym stanie.

## Polegli
W 20 grobach pojedynczych pochowano 17 żołnierzy rosyjskich oraz 3 żołnierzy armii austro-węgierskiej. Nazwiska żołnierzy rosyjskich nie są znane. Jeden z żołnierzy austro-węgierskich walczył w 4. Pułku Cesarskich Strzelców Tyrolskich, dwóch pozostałych w 14. pułku piechoty z Linzu. Są znani z nazwiska, wszyscy polegli w maju 1915 roku, a więc podczas bitwy pod Gorlicami.

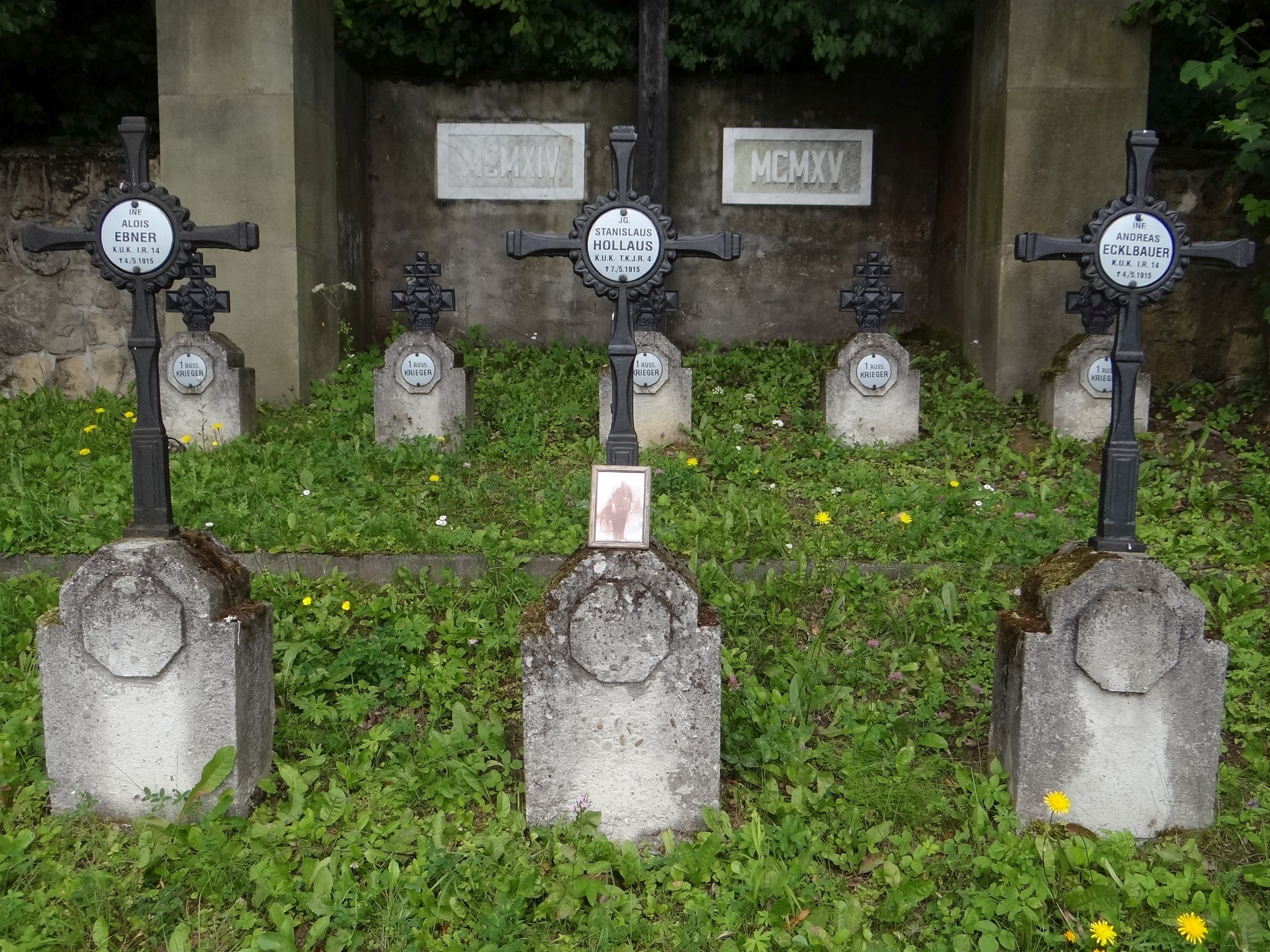
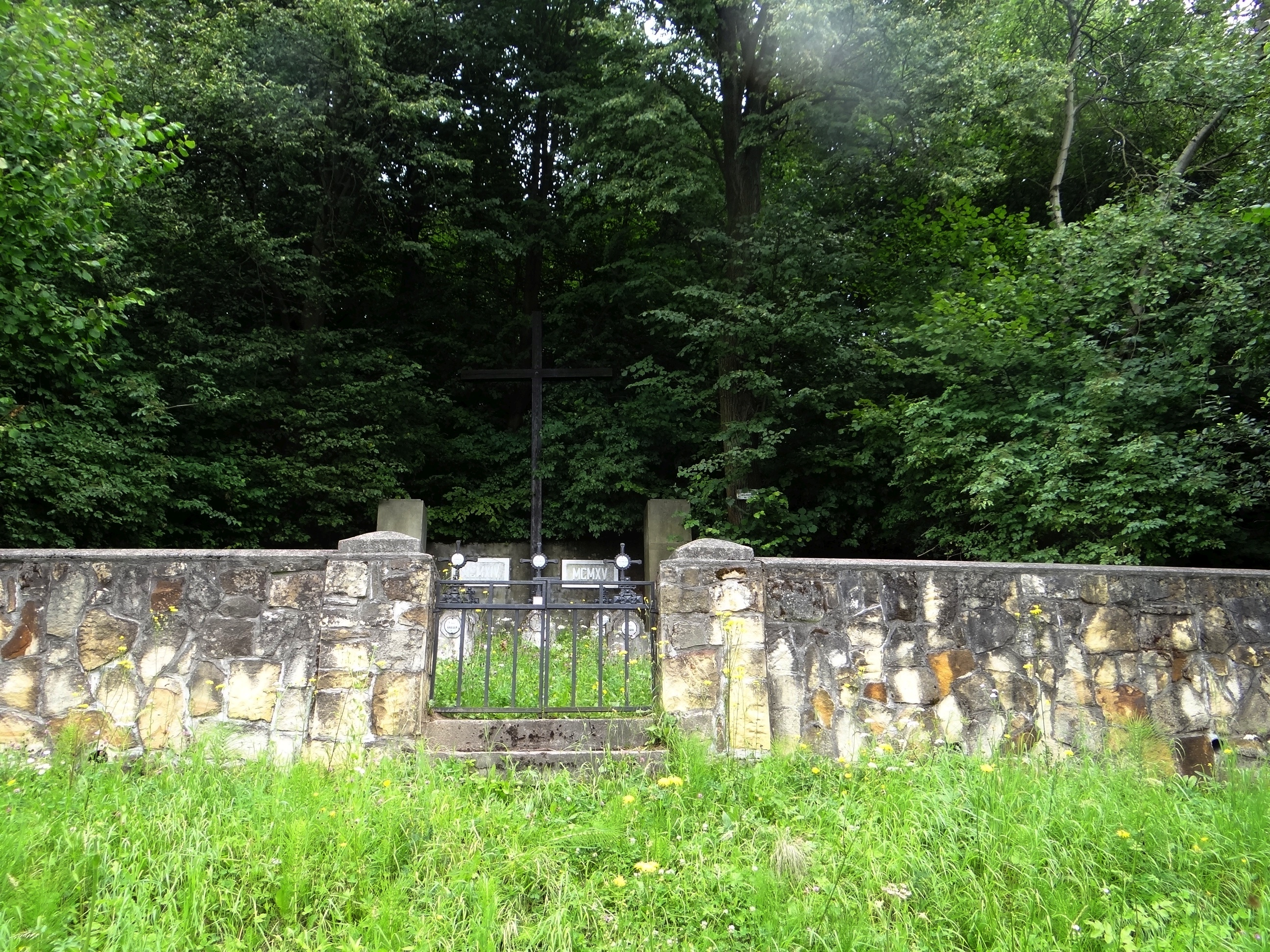
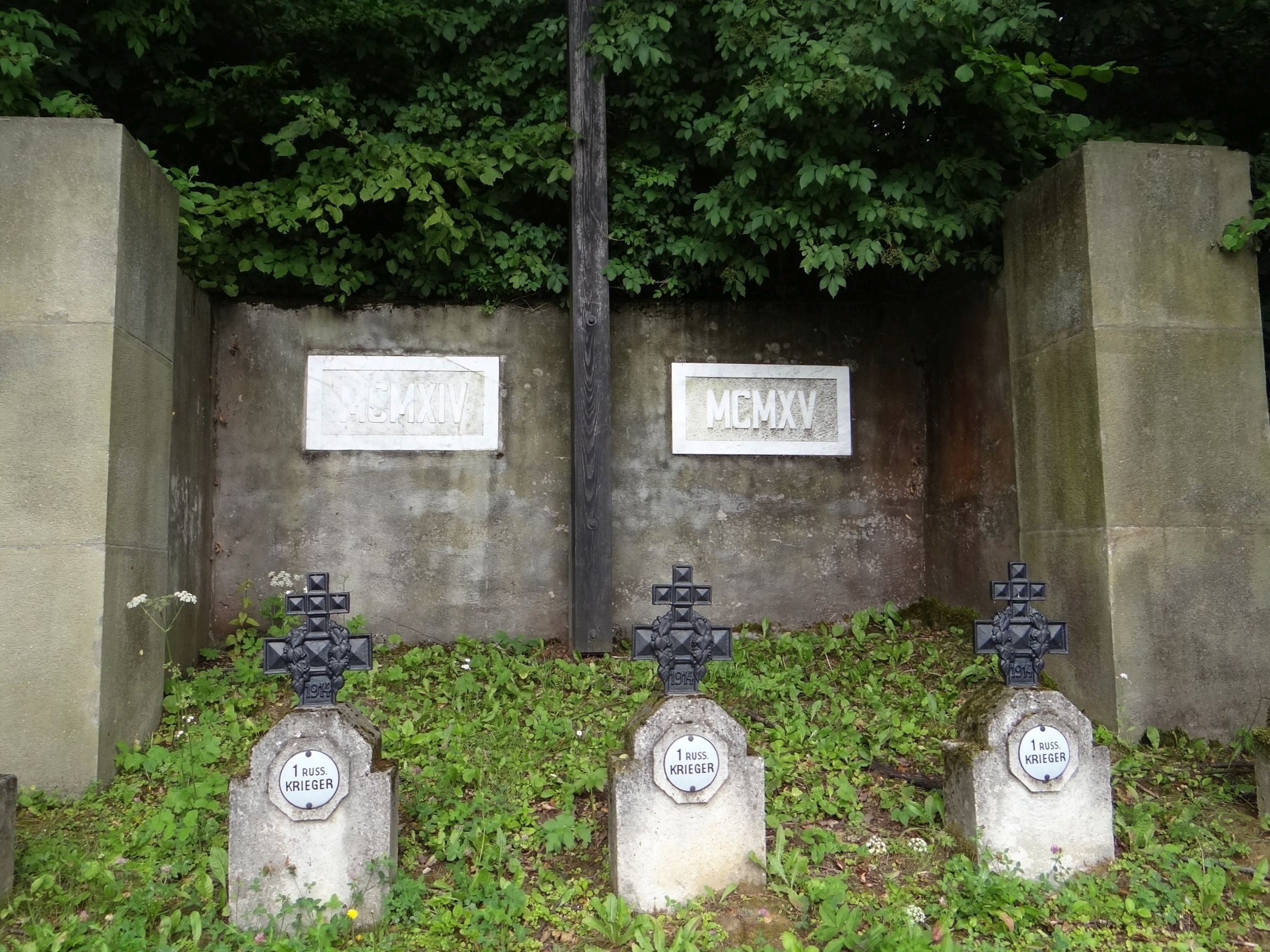